# Donk (Viersen)

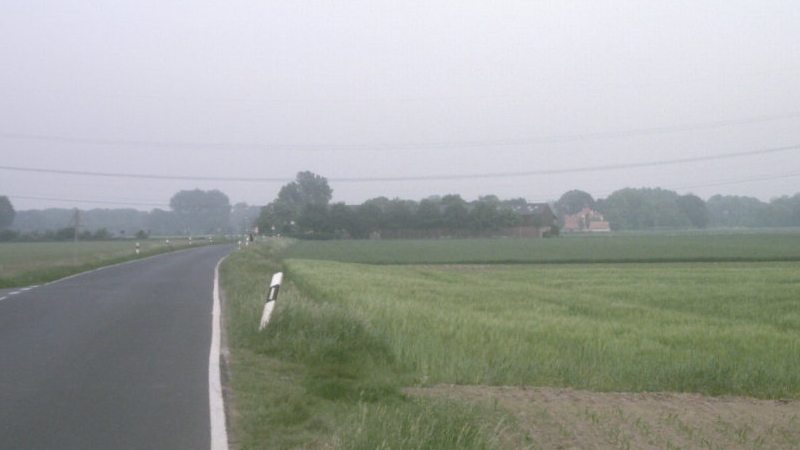
Ansicht der Viersener Donk aus Richtung Westen. Hinten rechts erkennt man Haus Donkholt, ein luxuriöses Herrenhaus.

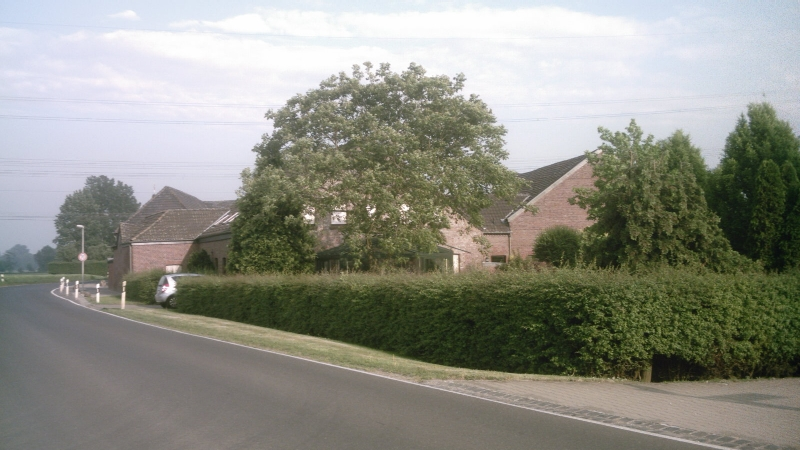
Hofkomplex an der Kreuzung des Donker Wegs mit dem Schanzweg.

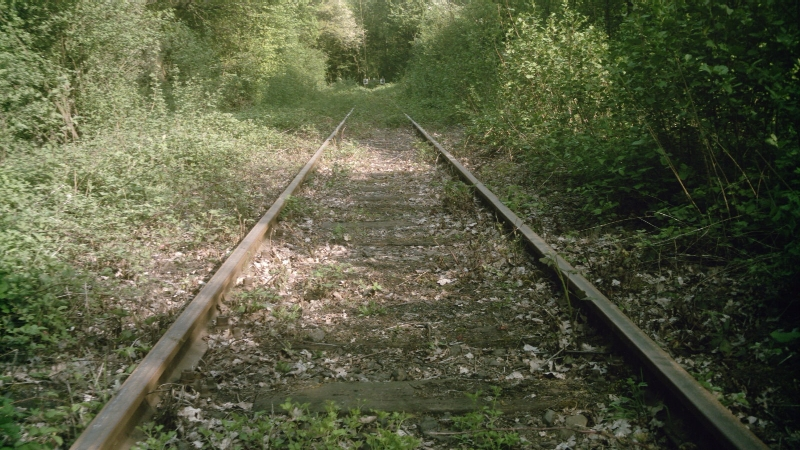
Das Stumpfgleis zwischen Düpp und der Viersener Donk ist ein Überbleibsel der früheren Eisenbahnstrecke von Viersen nach Neuss.

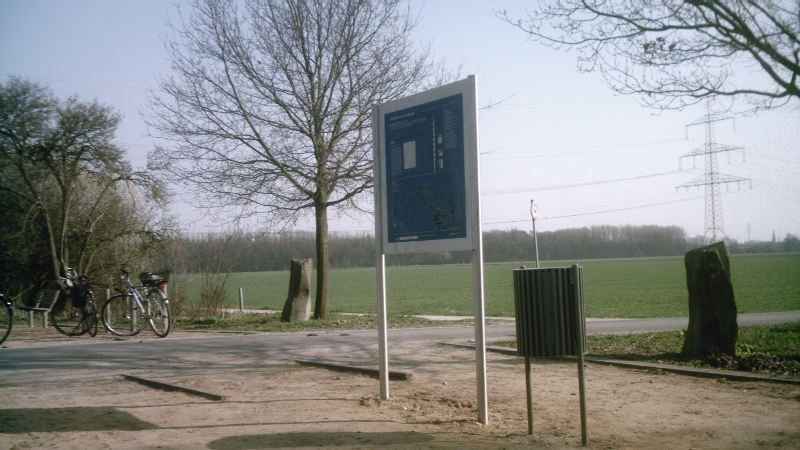
Radwander-Rastplatz mit Infotafel zur Fietsallee am Nordkanal in der Viersener Donk. Hier sind noch Gleisreste der ehemaligen Eisenbahnstrecke zu sehen.

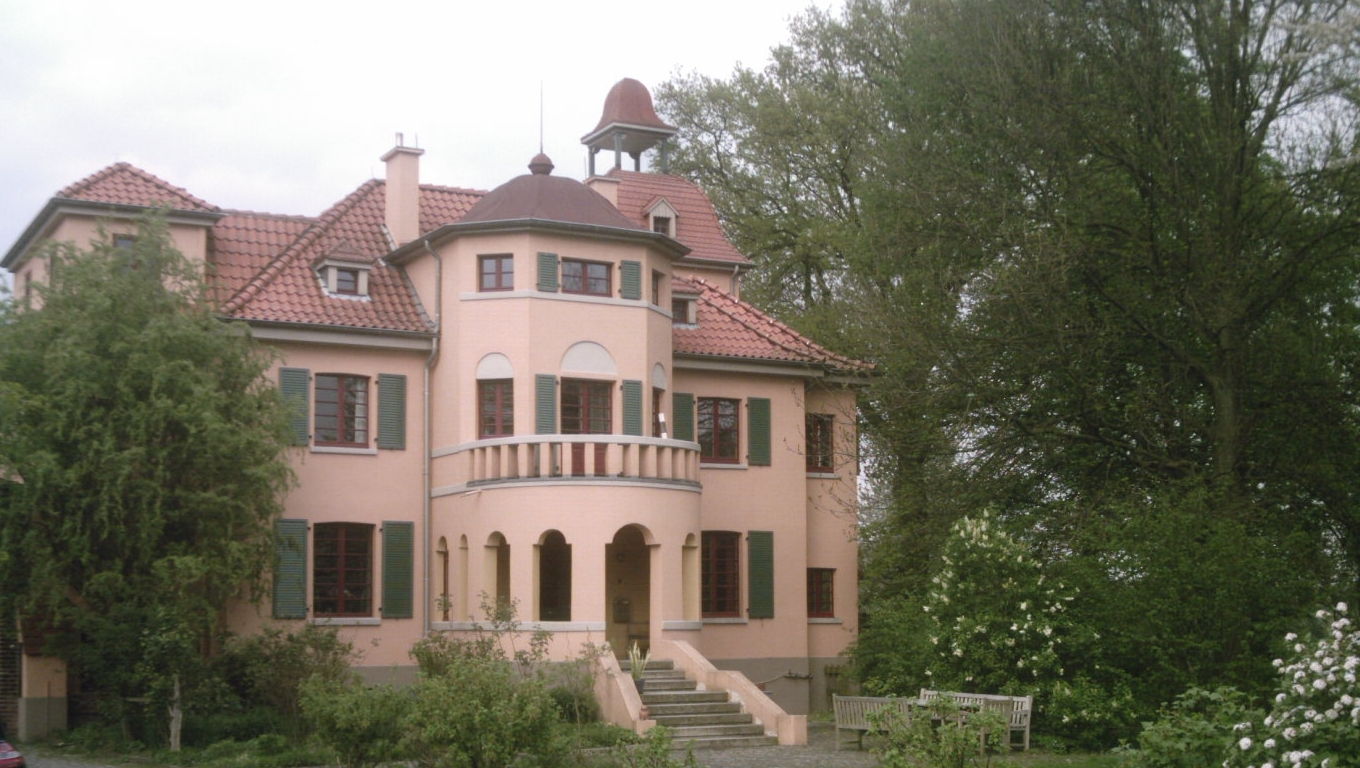
Haus Donkholt bzw. Haus Bergendonk, das Schlösschen der Viersener Donk, liegt unmittelbar an der Stadtgrenze zu Mönchengladbach und steht seit 1985 unter Denkmalschutz.

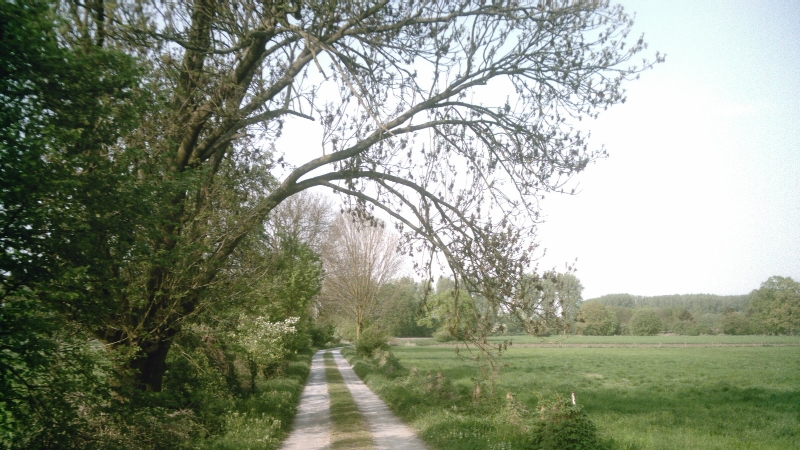
Am rechten Rand dieses Feldweges gleich neben dem Haus Donkholt verläuft die Viersen-Mönchengladbacher Stadt- und Kreisgrenze, die die Viersener und die Neuwerker Donk voneinander trennt.

Die Donk ist ein ländliches Außengebiet der nordrhein-westfälischen Kreisstadt Viersen. Innerhalb des Viersener Stadtgebiets liegt die Donk im Osten des Stadtbezirks Alt-Viersen, unmittelbar nordwestlich der Stadtgrenze zu Mönchengladbach bei der zu Mönchengladbach gehörigen Ortschaft Donk. Innerhalb Nordrhein-Westfalens gehört die Viersener Donk außerdem zur Region Niederrhein und zählt darüber hinaus als Ortsteil von Viersen zur Metropolregion Rhein-Ruhr. Frühere Bezeichnungen für das Gebiet waren u. a. Dunk, Viersen Donc, Doncq oder auch Donck. Postalisch zählt die Donk zu den südlichen und östlichen Außenbereichen Alt-Viersens und hat daher die Postleitzahl 41748.

## Etymologie, Siedlungsstruktur und Geschichte
Der Name Donk deutet auf eine vergleichsweise trockene Erhebung in ansonsten sumpfiger beziehungsweise feuchter Umgebung hin. Zur Herkunft des Wortes Donk gibt es verschiedene Theorien, nach denen sich der Begriff entweder aus dem Althochdeutschen, dem Altniederländischen oder zeitlich noch weiter zurückliegend aus dem Keltischen herleitet.
Die Viersener Donk ist ein kleines, dünnbesiedeltes landwirtschaftliches Gebiet, das geringfügig gegenüber der benachbarten Niersniederung erhöht ist, und so ihren Bewohnern einen gewissen Schutz vor den früher häufigen Überschwemmungen und den dadurch verursachten Flussbettverlagerungen der Niers bot. Die Besiedlung der Donk und die Zugehörigkeit des Gebietes zu Alt-Viersen reichen mindestens bis ins Mittelalter zurück. Dabei genoss die Donk bis zur Franzosenzeit, also etwa vor dem Jahr 1800, innerhalb des Altviersener Gebiets als Allod mit eigener Gerichtsbarkeit einen gegenüber den übrigen Ortsteilen privilegierten Sonderstatus.

Die Bebauung der Viersener Donk besteht heute aus wenigen Einzelgehöften sowie dem Haus Donkholt.

## Verkehr

### Straßenverkehr
Hauptverkehrsader der Donk ist der aus dem benachbarten Düpp kommende Donker Weg, die Kreisstraße 6, die jenseits der Mönchengladbacher Stadtgrenze zur Donker Straße wird und nach Neuwerk-Donk weiterführt.

### Schienenverkehr
Am Südrand der Donk verlief früher die Bahnstrecke Neuss–Viersen, dabei wurde zwischen Viersen und Kaarst zunächst 1968 der Personenverkehr, ab 1984 auch der Güterverkehr eingestellt. Anschließend wurde die Strecke weitestgehend demontiert. Die Streckenführung der früheren Bahnstrecke ist aber immer noch gut zu erkennen, in der Viersener Donk verlaufen sowohl ein Radwanderweg wie auch ein Reitweg beidseitig entlang der ehemaligen Bahntrasse. Im Bereich des Infopunktes und Rastplatzes der Fietsallee am Nordkanal sind noch Gleisreste vorhanden, die dort einen asphaltierten Wirtschaftsweg, den Schanzweg, kreuzen. Einen eigenen Bahnhof hat es in der Donk jedoch auch früher nicht gegeben. Die der Viersener Donk nächstgelegenen Bahnhöfe sind heute der Bahnhof Viersen, der Mönchengladbacher Hauptbahnhof und der Bahnhof Anrath.

### Busverkehr
Als Ortsteil von Viersen zählt die Donk zwar theoretisch zum Tarifgebiet des Verkehrsverbunds Rhein-Ruhr, wird aber vom öffentlichen Nahverkehr nicht angefahren. Die nächstgelegenen Bushaltestellen befinden sich in Düpp, Ummer und Heimer sowie in den angrenzenden Mönchengladbacher Ortsteilen Donk und Lockhütte, oder auf der anderen Seite der Niers in Neersen.

### Radwanderwege
Die Viersener Donk wird von Radwanderwegen außerordentlich gut erschlossen, insgesamt führen fünf offiziell ausgewiesene Radwanderwege auf zwei Achsen durch das Gebiet:
- Auf gemeinsamem Fahrweg von Ost nach West (oder umgekehrt), entlang der früheren Bahntrasse:
  - Die internationale Radwanderstrecke Fietsallee am Nordkanal auf dem Weg von Neuwerk-Donk Richtung Stadtpark Robend[14][15]
  - Der Hauptfahrweg der NiederRheinroute auf dem Weg von Neuwerk-Donk in die Viersener Innenstadt.[14][15]
  - Außerdem verläuft hier auch ein Teilabschnitt des Euroga-Radwegsystems.[14][15]
- Auf gemeinsamem Fahrweg von Süd nach Nord (oder umgekehrt), den Schanzweg entlang:
  - Die Mispelroute (Rundweg Alt-Viersen).[14][15]
  - Die [V]-Route (Rundweg Stadtgebiet Viersen).[14][15]

Im Kreuzungsbereich der beiden Radwanderwegachsen befindet sich ein kleiner Rastplatz mit Sitzgelegenheiten sowie eine Informationstafel zur Fietsallee am Nordkanal.

## Sehenswürdigkeiten

### Haus Donkholt
Am östlichen Rand der Viersener Donk befindet sich unmittelbar vor der Stadtgrenze zu Mönchengladbach das Haus Donkholt, das nach Angaben der Stadt Viersen auch den Namen Haus Bergendonk trägt. Es handelt sich um ein repräsentatives Herrenhaus mit einer zugehörigen Hofanlage. Das Gutshaus selbst wurde in den 1920er Jahren im sogenannten Landhausstil zu seiner heutigen Form umgebaut. Der Gebäudekomplex steht mit der Listennummer 062 seit 1985 unter Denkmalschutz.

## Viersener Donk und Neuwerker Donk
An die Viersener Donk schließt sich im Südosten jenseits der Stadtgrenze die zu Mönchengladbach gehörende Neuwerker Donk mit dem Straßendorf Donk an. Im Unterschied zu anderen ländlichen Ortschaften der Umgebung, wie Holterhöfe oder Clörath, die beide erst 1970 im Rahmen der damaligen kommunalen Neugliederung zwischen zwei bzw. drei Städten zerlegt und aufgeteilt wurden, ist die Trennung zwischen der Viersener und der Neuwerker Donk jedoch nicht das Ergebnis einer Kommunalreform der jüngeren Zeit. Bei der Grenze zwischen Alt-Viersen einerseits und Mönchengladbach bzw. Neuwerk andererseits handelt es sich vielmehr um eine uralte Territorialgrenze, die seit dem Mittelalter jahrhundertelang in ihrem Verlauf nahezu unverändert blieb. Die heutige Stadt- und Kreisgrenze entspricht zwischen Alt-Viersen und den nördlichen Mönchengladbacher Stadtteilen weitestgehend immer noch der früheren Staatsgrenze zwischen dem Herzogtum Geldern (Alt-Viersen) und dem Herzogtum Jülich (Mönchengladbach) aus dem 15. Jahrhundert. Daher reicht auch die Trennung in eine Viersener und eine Neuwerker Donk mindestens bis in jene Epoche zurück.

## Die nähere Umgebung
| Rahser Clörath Hülsdonk | Anrath Vennheide                            |                 |
| Robend Düpp Hamm        | Kompassrose, die auf Nachbargemeinden zeigt | Neersen         |
| Ummer Heimer            | MG-Lockhütte                                | MG-Neuwerk-Donk |